# Nemanja Mićević
Nemanja Mićević (Užice, Serbia, 28 de enero de 1999) es un futbolista serbio. Juega como defensa central en F. K. Teplice de la Liga de Fútbol de la República Checa.

## Trayectoria
Nemanja Mićević surgió en el OFK Belgrado y debutó a los 18 años en el FK Mladost Lučani, ambos equipos de Serbia. En este último jugó hasta 2022, donde luego de haber disputado más de 80 partidos y convertido 4 goles. Llamó la atención de varios clubes europeos, entre ellos el Sporting de Gijón. En ese tiempo, fue convocado para la selección de Serbia sub-21 así como también para la selección mayor. En ambas jugó partidos representando a su país.
En septiembre de 2022 llegó a prueba a Talleres de Argentina, entrenando con el equipo reserva, y tan solo meses después, en el verano realizó la pretemporada 2023 con el plantel superior.
El 27 de enero de 2023, se marchó cedido al F. K. Teplice, de la  Liga de Fútbol de la República Checa.

## Clubes
| Club                   | País            | Año         |
| ---------------------- | --------------- | ----------- |
| FK Mladost Lučani      | Serbia          | 2017 - 2022 |
| Talleres               | Argentina       | 2022 - Act. |
| F. K. Teplice (cedido) | República Checa | 2023 - Act. |